# Pan de cazón

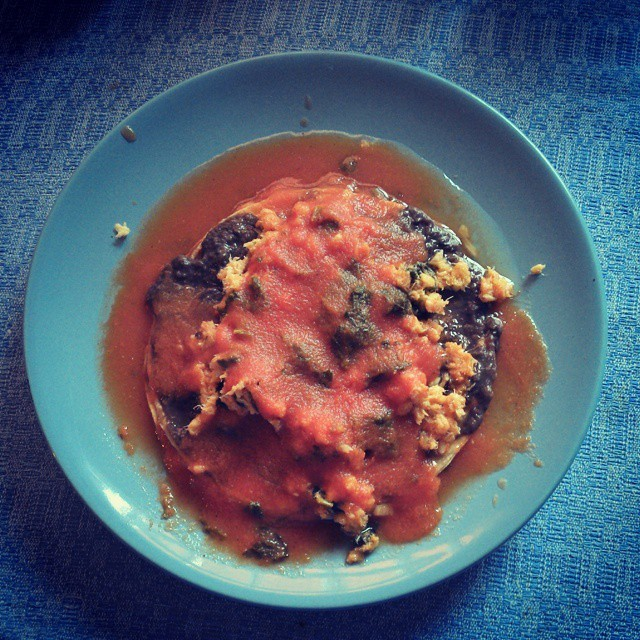
Platillo mexicano hecho con pan de cazón

El pan de cazón es un plato típico de la gastronomía mexicana. Se describe como un alimento que se prepara con tortillas con carnes de cazón, acompañado de salsa de frijoles, con salsa de tomate y chile habanero. Este tipo de plato puede ser consumido por distintos tipos de carnes de pescado. Este es un platillo originario del municipio de Champotón en el estado de Campeche, donde su mercado de pescado ha tenido más colorido que ningún otro en México – con pescados de todos tamaños, frescos y brillantes. Dentro de esta variedad de pescados se encuentra el cazón, que es una especie de tiburón pequeño que se usa en muchos platillos tradicionales de Campeche su sabor es esquisito lo puedes preparar en tu casa con los siguientes ingredientes alimento que se prepara con tortillas con carnes de cazón, acompañado de salsa de frijoles, con salsa de tomate y chile habanero. Este tipo de plato puede ser consumido por distintos tipos de carnes de pescado fresco 

## Variaciones
El plato puede ser preparado con carne de otro tipo de pescado.